# John Herdman
John Herdman (Consett, 19. srpnja 1975.) engleski je nogometni trener i bivši nogometaš. Trenutačno je trener kanadskog kluba Toronto FC.
Prethodno je bio izbornik novozelandske ženske i kanadske ženske nogometne reprezentacije. S potonjom je osvojio broncu na OI 2012. i 2016. Od 2018. izbornik je kanadske muške nogometne reprezentacije. S njom se plasirao na Svjetsko prvenstvo 2022., drugo svjetsko prvenstvo u povijesti Kanade (prvo je bilo 1986.). Plasmanom na to Svjetsko prvenstvo, Herdman je postao prvi izbornik u povijesti koji je uspio odvesti neku mušku i žensku reprezentaciju na Svjetsko prvenstvo.

## Priznanja
Kanadska ženska nogometna reprezentacija
- Olimpijske igre (brončana medalja): 2012., 2016.
- Panameričke igre: 2011.
- Algarve Cup: 2016.

Kanadska muška nogometna reprezentacija
- CONCACAF Liga nacija (finalist): 2022./23.